# Renforcement
Pour un article plus général, voir Conditionnement (psychologie).

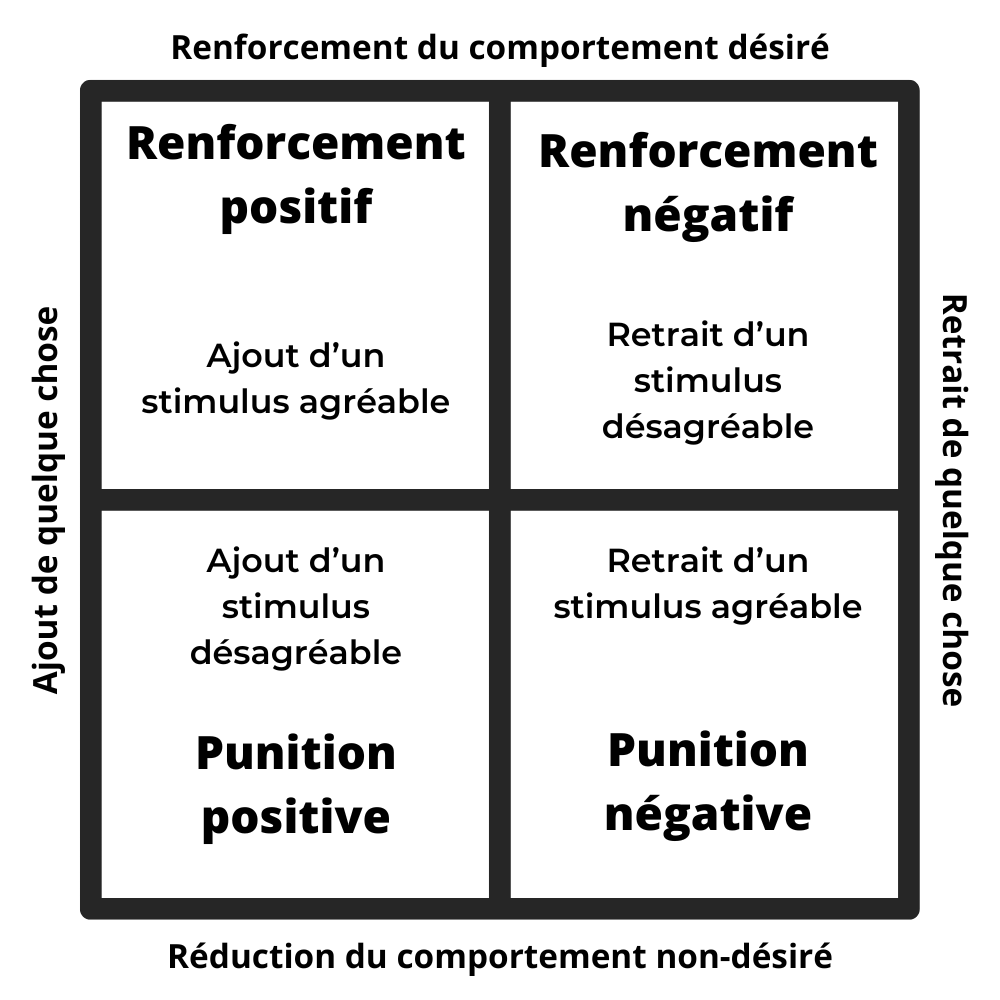
Principes du conditionnement opérant.

En psychologie, le renforcement est une procédure destinée à accroître la probabilité de réapparition d’un comportement. Il s’agit de produire une conséquence agréable ou de retirer une conséquence désagréable. Ce concept central de l’approche béhavioriste est notamment étudié dans les théories de l’apprentissage par conditionnement opérant, et il donne lieu à de nombreuses applications visant à modifier les comportements chez l’animal comme chez l’humain. 
Le psychologue américain Burrhus Skinner fut l’un des premiers à étudier systématiquement les effets du renforcement, spécifiquement au moyen d’expériences menées sur des rats et des pigeons. 

## Renforcement positif et renforcement négatif
Le renforcement repose sur le principe selon lequel la fréquence d’un comportement augmente en fonction des conséquences qui le suivent. 
On distingue deux types principaux de renforcement :
- le renforcement positif consiste à ajouter un stimulus agréable après un comportement, dans le but d’augmenter la probabilité que ce comportement se reproduise (ex. : donner une récompense) ;
- le renforcement négatif consiste à supprimer un stimulus désagréable après un comportement, ce qui produit un effet similaire d’augmentation de la probabilité de répétition (ex. : retirer une contrainte).

Il convient de souligner que les termes « positif » et « négatif » n’ont ici aucune connotation morale : ils désignent simplement l’ajout ou le retrait d’un stimulus.

## Renforçateurs primaires et secondaires
On distingue également deux catégories de renforçateurs selon leur nature. Les renforçateurs primaires sont directement liés à des besoins biologiques fondamentaux (ex. : nourriture, eau, chaleur). Ils exercent leur effet de manière innée. Les renforçateurs secondaires sont acquis par association avec des renforçateurs primaires. Leur valeur est conditionnée par l’apprentissage social ou culturel (ex. : argent, notes scolaires, signes de reconnaissance). 

## Limites et précautions d’usage
Le conditionnement par renforcement, s’il est mal appliqué, peut engendrer des effets psychologiques indésirables. Il est donc essentiel d’en comprendre les limites avant toute mise en œuvre. 
- La motivation de l’enseignant (ou du thérapeute) ne coïncide pas toujours avec celle de l’apprenant.
- L’usage inapproprié ou incohérent de renforçateurs peut induire chez le sujet un sentiment d’impuissance apprise, c’est-à-dire une résignation acquise face à l’absence de lien perçu entre ses actions et leurs conséquences.
- Les renforçateurs peuvent avoir une influence marquée sur l’état émotionnel de l’apprenant, et parfois générer une dépendance ou une détérioration du bien-être psychique.

C’est pourquoi le renforcement, qu’il soit positif ou négatif, doit être utilisé avec discernement, en tenant compte des effets potentiellement durables sur la subjectivité du sujet.
Dans certains cas, un déconditionnement peut s’avérer nécessaire. Cette démarche, qui vise à atténuer ou inverser les effets d’un conditionnement antérieur, doit être conduite par un praticien qualifié. Bien qu’elle ne permette pas toujours une résolution complète des troubles comportementaux, elle peut contribuer à soulager la souffrance émotionnelle associée.